# Paradoxe Logik
Paradoxe Logik ist nach Erich Fromm eine im Gegensatz zu den Denkgesetzen des Aristoteles (384–322 v. Chr.) stehende Denkweise. Sie entspricht weitgehend den religiösen Systemen des Ostens. Als namhaften Vertreter der paradoxen Logik nennt Fromm Lao-Tse (6. od. 7. Jahrhundert v. Chr.). Etwa gleichzeitig habe Heraklit (um 520–460 v. Chr.) seine Theorien der Enantiodromie vertreten. Später sei die paradoxe Logik unter der Bezeichnung Dialektik in der Philosophie von Hegel und Marx wieder aufgetaucht. Fromm gibt als den Unterschied zwischen aristotelischer und paradoxer Logik an, dass es sich bei der aristotelischen Logik um eine auf Ausschluss gerichtete Logik des Entweder-oder handele (A ungleich B), bei der paradoxen Logik jedoch um eine einschließende Logik des Sowohl-als-auch. Als Beispiel gibt Fromm, in seinem Buch "Jenseits der Illusionen", den Spruch 78 aus Tao-te-king von Lao-Tse an: „Worte, die eindeutig wahr sind, scheinen paradox zu sein“. Und von Tschuang-tse: " Was eins ist, ist eins. Was nicht- eins ist, ist ebenfalls eins."